# Park Hyeong-soon
Đây là một tên người Triều Tiên, họ là Park.
Park Hyeong-soon (tiếng Hàn: 박형순; sinh ngày 23 tháng 10 năm 1989) là một cầu thủ bóng đá Hàn Quốc thi đấu ở vị trí thủ môn cho Asan Mugunghwa ở K League Challenge.

## Sự nghiệp
Park ký hợp đồng với đội bóng tại Giải Quốc gia Hàn Quốc Suwon FC năm 2012.
Năm 2013, anh và đội bóng thi đấu ở K League Challenge. Anh có màn ra mắt trong trận đấu tại giải vô địch trước FC Anyang ngày 28 tháng 4 năm 2013.